# Sammenslutningen for den store sag
Sammenslutningen for den store sag (russisk: Союз Великого дела) er en sovjetisk film fra 1927 instrueret af Grigorij Kozintsev og Leonid Trauberg.
Filmen handler om  decembristopstanden og tiden umiddelbart før og efter.

## Medvirkende
- Emil Gal
- Sergej Gerasimov
- Konstantin Khokhlov som Visjnevskij
- Andrej Kostritjkin
- Sofija Magarill som Visjnevskaja